# Гаагский нидерландский храм

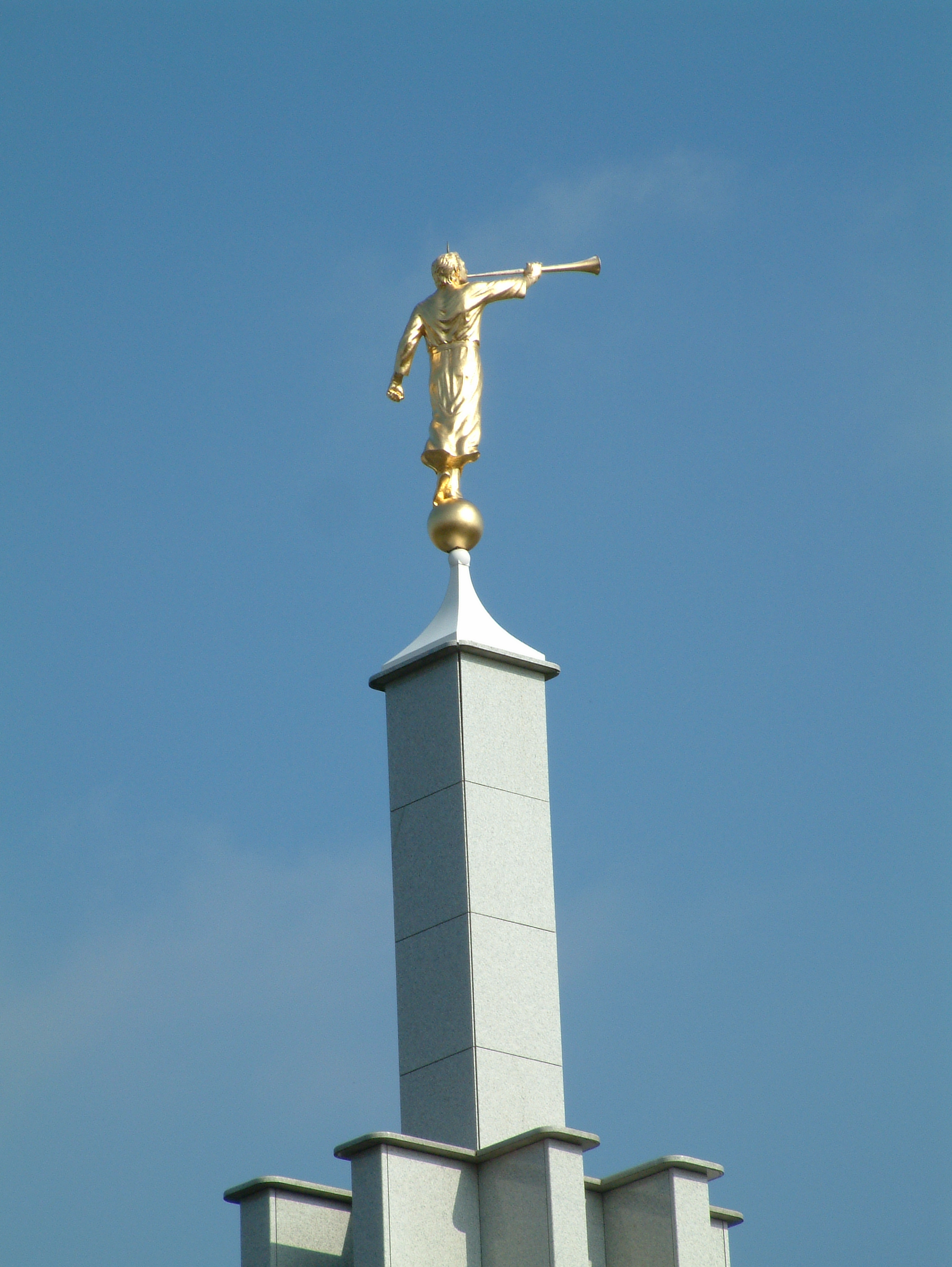
Ангел Мороний на вершине храма

Гаагский нидерландский храм является 114-м действующим храмом Церкви Иисуса Христа Святых последних дней (мормонов).

## История
О строительстве храма Церкви Иисуса Христа Святых последних дней в Зутермере, городе-спутнике Гааги, было объявлено 16 августа 1999 года. Этот храм обслуживает более 13 000 прихожан из Нидерландов, Бельгии и некоторых частей Франции.
Орсон Хайд, член Кворума Двенадцати Апостолов, впервые приехал в Нидерланды в 1841 году, чтобы служить в церковной миссии. По пути в Иерусалим он пробыл чуть больше недели, проповедуя Евангелие. Лишь двадцать лет спустя, в 1861 году, первые миссионеры Церкви Иисуса Христа Святых последних дней были официально отправлены в Нидерланды. 1 октября 1861 года недалеко от деревни Брук бий Аккервоуде (ныне часть муниципалитета Дантумадел) были крещены первые новообращённые в Церковь Иисуса Христа Святых последних дней в Нидерландах. Сто лет спустя, 12 марта 1961 года, в Гааге была организована первая ставка, а также первая неанглоязычная ставка Церкви Иисуса Христа Святых последних дней, основанная церковью. Люди из Нидерландов тысячами присоединялись к Церкви мормонов, но большинство из них эмигрировало в Соединённые Штаты, чтобы поселиться в Юте недалеко от штаб-квартиры церкви. В последние годы руководство церкви просило прихожан оставаться на своих землях и строить церковь. Церковь Иисуса Христа Святых последних дней продолжала неуклонно расти в Нидерландах, и сейчас в ней три ставки и 7800 членов.
Церемония закладки фундамента и посвящение Гаагского нидерландского храма состоялась 26 августа 2000 года. Место для храма выбрали в городском парке. Строительство храма началось быстро. Поскольку участок, купленный церковью, лишь немного больше площади, необходимой для храма, под храмом были построены гараж и магазин храмовой одежды.
Дни открытых дверей для публики прошли 17–31 августа 2002 года. Президент Церкви Гордон Б. Хинкли посвятил Гаагский нидерландский храм 8 сентября 2002 года. Храм в Гааге, Нидерланды, имеет общую площадь 10 500 квадратных футов (980 м²), две комнаты для таинств и две комнаты для бракосочетания.
В 2020 году Гаагский нидерландский храм был закрыт из-за пандемии коронавируса.